# Liste der Ministerien der Vereinigten Staaten
Die Ministerien der Vereinigten Staaten gehören zur Exekutive der Bundesregierung der Vereinigten Staaten. Die Ministerien werden durch die Minister (secretaries) geführt, die alle Mitglieder des traditionellen Kabinetts sind. Der Justizminister führt die Bezeichnung Generalstaatsanwalt (Attorney General) und vereint formell die Aufgaben die in anderen Staaten in Justizminister und Generalstaatsanwalt getrennt sind.
Die ersten drei Ministerien – Außenministerium, Kriegsministerium und Finanzministerium – wurden 1789 alle innerhalb weniger Wochen nach Schaffung der Bundesregierung errichtet. Ministerien werden vom Kongress durch Gesetz errichtet und aufgehoben. Der Ressortzuschnitt kann also nicht nach Gutdünken des Regierungschefs geändert werden wie in anderen politischen Systemen.
Die meisten Bundesbehörden sind einem der Ministerien zugeordnet. Ausnahmen sind die unabhängigen Behörden. Im präsidentiellen Regierungssystem der USA liegt in beiden Fällen die Exekutivgewalt beim Präsidenten.

## Die Ministerien

### Aktuelle Ministerien
| Siegel                             | Ressort                            | Errichtung                         | Name                                             | Veränderungen                                                              | Haushalt 2021 (2020) (Mrd. $) | Haushalt 2020 (Mrd. $) | Ref.                |
| ---------------------------------- | ---------------------------------- | ---------------------------------- | ------------------------------------------------ | -------------------------------------------------------------------------- | ----------------------------- | ---------------------- | ------------------- |
|                                    | Äußeres                            | 1789                               | U.S. Department of State                         |                                                                            | 040,8                         | 52,5                   | [ 2 ]               |
|                                    | Finanzen                           | 1789                               | U.S. Department of the Treasury                  |                                                                            | 017,69                        | 17,2                   | [ 3 ]               |
|                                    | Inneres                            | 1849                               | U.S. Department of the Interior                  |                                                                            | 021,56                        | 24,3                   | [ 4 ]               |
|                                    | Justiz                             | 1870                               | U.S. Department of Justice                       |                                                                            | 031,7                         | 32,4                   | [ 5 ]               |
|                                    | Landwirtschaft                     | 1889                               | U.S. Department of Agriculture                   |                                                                            | 151,0                         | 153,0                  | [ 6 ]               |
|                                    | Handel                             | 1903                               | U.S. Department of Commerce                      | ursprünglich Handel und Arbeit; Arbeit 1913 ausgegliedert                  | 07,9                          | 12,2                   | [ 7 ]               |
|                                    | Arbeit                             | 1913                               | U.S. Department of Labor                         |                                                                            | 11,1                          | 12,4                   | [ 8 ]               |
|                                    | Verteidigung                       | 1947                               | U.S. Department of Defense                       |                                                                            | 740,5                         | 738                    | [ 9 ]               |
|                                    | Gesundheit und Soziale Dienste     | 1953                               | U.S. Department of Health and Human Services     | ursprünglich Gesundheit, Bildung und Wohlfahrt; Bildung 1979 ausgegliedert | 1.370,5                       | 1.322,4                | [ 10 ]              |
|                                    | Wohnungsbau und Stadtentwicklung   | 1965                               | U.S. Department of Housing and Urban Development |                                                                            | 047,9                         | 56,5                   | [ 11 ]              |
|                                    | Verkehr                            | 1966                               | U.S. Department of Transportation                |                                                                            | 089,0                         | 87,0                   | [ 12 ]              |
|                                    | Energie                            | 1977                               | U.S. Department of Energy                        |                                                                            | 035,36                        | 31,7                   | [ 13 ]              |
|                                    | Bildung                            | 1979                               | U.S. Department of Education                     |                                                                            | 066,6                         | 72,7                   | [ 14 ]              |
|                                    | Kriegsveteranen                    | 1988                               | U.S. Department of Veterans Affairs              |                                                                            | 243,3                         | 220,2                  | [ 15 ]              |
|                                    | Innere Sicherheit                  | 2002                               | U.S. Department of Homeland Security             |                                                                            | 49,79                         | 51,22                  | [ 16 ]              |
| Gesamter Haushalt für Ministerien: | Gesamter Haushalt für Ministerien: | Gesamter Haushalt für Ministerien: | Gesamter Haushalt für Ministerien:               | Gesamter Haushalt für Ministerien:                                         | 2924,7,0 2883,72 ,0           | 2924,7,0 2883,72 ,0    | 2924,7,0 2883,72 ,0 |

### Ehemalige Ministerien
| Siegel | Ressort                           | Name                                             | Zeit      | Veränderungen                                                                                       |
| ------ | --------------------------------- | ------------------------------------------------ | --------- | --------------------------------------------------------------------------------------------------- |
|        | Krieg                             | U.S. Department of War                           | 1789–1947 | als nachgeordnete Fachabteilung U.S. Department of the Army im Verteidigungsministerium aufgegangen |
|        | Marine                            | U.S. Department of the Navy                      | 1798–1947 | als nachgeordnete Fachabteilung im Verteidigungsministerium aufgegangen                             |
|        | Post                              | U.S. Post Office Department                      | 1872–1971 | als Bundesbehörde in den United States Postal Service umorganisiert                                 |
|        | Handel und Arbeit                 | U.S. Department of Commerce and Labor            | 1903–1913 | in Handels- und Arbeitsministerium aufgeteilt                                                       |
|        | Gesundheit, Bildung und Wohlfahrt | U.S. Department of Health, Education and Welfare | 1953–1979 | in Gesundheits- und Bildungsministerium aufgeteilt                                                  |

## Die Minister
Die Secretaries werden vom Präsidenten mit Zustimmung des Senats ernannt. Daher akzeptiert auch ein oppositioneller Senat im Regelfall, dass die Minister dem politischen Lager des Präsidenten angehören.
Seit 1972 sind die Minister nach Bundesgesetz auch für die Nachfolge des Präsidenten der Vereinigten Staaten vorgesehen und zwar ab der vierter Stelle nach dem Vizepräsidenten, dem Sprecher des Repräsentantenhauses und dem Senatspräsidenten pro tempore, dann in einer festgelegten Reihenfolge der Ministerien.